# Теодоро-Шмидт
Теодоро-Шмидт (исп. Teodoro Schmidt) — посёлок в Чили. Административный центр одноимённой коммуны. Население — 2752 человека (2002). Посёлок и коммуна входит в состав провинции Каутин  и области Араукания .
Территория коммуны —  649,9 км². Численность населения — 15 045 жителей (2017). Плотность населения — 24,28 чел./км². Носит имя Теодоро Шмидта Кесады.

## Расположение
Посёлок расположен в 72 км на юго-запад от административного центра области города Темуко.
Коммуна граничит:
- на севере — c коммунами Карауэ, Нуэва-Империаль
- на востоке — с коммуной  Фрейре
- на юго-востоке — c коммуной Питруфкен
- на юге — c коммуной Тольтен

На западе коммуны расположен Тихий океан.

## Демография
Согласно сведениям, собранным в ходе переписи Национальным институтом статистики,  население коммуны составляет 15 778 человек, из которых 8242 мужчины и 7536 женщин.
Население коммуны составляет 1,68 % от общей численности населения области Араукания. 54,55 %  относится к сельскому населению и 45,45 % — городское население.

### Важнейшие населенные пункты коммуны
- Теодоро-Шмидт (посёлок) — 2752 жителя
- Гуальпин (посёлок) — 2413 жителей
- Баррос-Арана (посёлок) — 1079 жителей